# Dr. Feelgood
Dr. Feelgood é uma banda britânica de pub rock formada em 1971. O nome da banda é uma gíria da droga heroína ou para o médico disposto a sobrescrever drogas.
Também é referência para uma gravação feita em 1962 pelo pianista americano de blues Willie Perryman (também conhecido como "Piano Red") chamada "Dr. Feel-Good", a qual Perryman gravou sob o nome de "Dr. Feelgood & The Interns". Algumas bandas britânicas fizeram versões da música nos anos 60, incluindo Johnny Kidd & The Pirates.

## História
Vindos de Canvey Island, Essex, são mais conhecidos pelos primeiros singles como "back in the night" e "Roxette", apesar de seus anos mais produtivos comercialmente terem sido do começo ao meio dos anos 70. Eles continuam gravando e fazendo turnês atualmente.
O som distinto de R&B britânico da banda era centrado nos movimentos rápidos da guitarra de Wilko Johnson. Junto com Johnson a formação original da banda incluía o cantor Lee Brilleaux e a seção rítmica de John B. Sparks, conhecido como "Sparko" no baixo, e John Martin, conhecido como "The Big Figure", na bateria.
Como vários representantes de pub rock, o Dr. Feelgood ficou conhecido primeiramente pela sua grande energia em performances ao vivo, mas também contava com álbuns de estúdio populares como "Down by the Jetty" (1974) e "Malpractice" (1975). O estouro da banda foi com o álbum ao vivo de 1976 "Stupidity", que alcançou o número 1 nas paradas do Reino Unido de álbuns (seu único topo de parada). Mas após o próximo disco "Sneakin Suspicious", Johnson deixou a banda por conflitos com o vocalista Lee Brilleaux. Ele foi substituído por John "Gypie" Mayo. Com Mayo, a banda nunca foi tão popular quanto com Johnson, mas ainda assim conseguiu seu único hit top ten em 1979, com "Milk and Alcohol". Johnson nunca atingiu grande sucesso fora da banda e os fãs sempre especularam uma possível volta dele à banda, o que nunca ocorreu.

## Últimos anos
Depois da saída de Mayo em 1981, e várias trocas de integrantes, Dr. Feelgood continua na ativa, apesar da banda quase sofrer o fim da carreira quando seu frontman, Brilleaux, morreu de câncer em 7 de abril de 1994.
Assim como Brilleaux insistiu antes de sua partida, a banda se reuniu em maio de 1995, inicialmente com o vocalista Pete Gage (não confundindo com o ex-marido de Elkie Brooks, o guitarrista Pete Gage de Geno Washington e Vinegar Joe) e começou uma turnê em 1996. Em 1999, Gage foi substituído por Robert Kane, integrante dos Animals II and the Alligators, que celebrou seu milésimo show como frontman do Dr. Feelgood em abril de 2007.
Todo o ano desde a morte de Brilleaux, um show especial, conhecido como Memorial ao aniversário de Lee Brilleaux, é feito em Canvey Island, onde ex-integrantes e novos celebram a música do Dr. Feelgood, e arrecadam dinheiro para o hospício "The Fair Havens" de Westcliff-on-the-sea.
Em 2010 a banda fez shows além do Reino Unido em lugares como Áustria, Barém, Bélgica,, Finlândia, França, Países Baixos, Itália, Espanha e Suíça.
Um filme de Julien Temple sobre os tempos antigos da banda, Oil City Confidential, estreou no London Film Festival em 22 de outubro de 2009, e recebeu uma aclamação pública respeitável. A convidada de honra foi a mãe de Brilleaux, Joan Collinson, com a viúva Shirley e as filhas Kelly e Nick. Todos os membros sobreviventes da banda original estavam presentes com o empresário Chris Fenwick. O filme tem sua própria página no facebook. Fazendo um review para o filme, o crítico Nick Hasted concluiu: "Feelgood are remembered in rock history, if at all, as John the Baptists to punk's messiahs" (traduzido livremente como: "Feelgood será lembrado na história do Rock, acima de tudo, como João Batista para os messias do punk").

## Formação original
- Lee Brilleaux (nascido Lee Collinson, 10 de maio de 1952, Durban, África do Sul, morto em 7 de Abril de 1994) – vocais e harmônica - 1971 até 1994. Também

tocou guitarra slide (como no single de 1975 "Back in the Night").
- Wilko Johnson (nascido John Wilkinson, 12 de julho de 1947, Canvey Island) – guitarra - 1971 até março de 1977
- John B. Sparks (nascido em 22 de fevereiro de 1953) – baixo - 1971 até abril de 1982
- The Big Figure (nascido John Martin, 8 de novembro de 1946) – bateria - 1971 até abril de 1982

## Outros integrantes
- Henry McCullough – guitarra - março de 1977 até abril de 1977
- Gypie Mayo – guitarra - abril de 1977 até março de 1981
- Johnny Guitar – guitarra - março de 1981 até dezembro de 1982 (morreu em 18 de agosto de 1989)
- Gordon Russell – guitarra - março de 1983 até março de 1989
- Barry Martin - guitarra - março de 1989 até junho de 1989
- Buzz Barwell – bateria - abril de 1982 até dezembro de 1982
- Pat McMullen – baixo - abril de 1982 até dezembro de 1982
- Dave Bronze – baixo - março de 1991 até setembro de 1991 e maio de 1992 até abril de 1994
- Craig Rhind - baixo - setembro de 1991 até maio de 1992
- Pete Gage – vocais - maio de 1995 até setembro de 1999

## Integrantes atuais
- Kevin Morris (nascido em Londres em 15 de maio de 1955) – bateria - Começou em março de 1983
- P H (Phil) Mitchell (nascido em Wembley em 19 de março de 1953) – baixo - março de 1983 até março de 1991 e maio de 1995 até hoje
- Steve Walwyn (nascido em Southam em 8 de junho de 1956) – guitarra - Começou em junho de 1989
- Robert Kane (nascido em 6 de dezembro de 1954) – vocals - Começou em 1999

## Discografia[3]
- 1974 Down by the Jetty
- 1975 Malpractice
- 1976 Stupidity Live recording
- 1975 Sneakin' Suspicion
- 1977 Be Seeing You
- 1978 Private Practice
- 1979 As It Happens Live recording
- 1979 Let It Roll
- 1980 A Case Of The Shakes
- 1981 On The Job Live recording
- 1982 Fast Women And Slow Horses
- 1984 Doctor's Orders
- 1985 Mad Man Blues
- 1986 Brilleaux
- 1987 Classic
- 1990 Live In London Live recording
- 1991 Primo
- 1993 The Feelgood Factor
- 1994 Down At The Doctors
- 1995 Looking Back (Box com 5 CDs em tributo a Brilleaux).
- 1996 On The Road Again
- 1997 Twenty Five Years Of Dr Feelgood
- 2000 Chess Masters
- 2003 Speeding Thru Europe
- 2006 Repeat Prescription